# Piotr Kmita z Wiśnicza
Piotr Kmita z Wiśnicza herbu Szreniawa (ur. 1442, zm. 1505) – wojewoda krakowski w latach 1501–1505, marszałek wielki koronny od 1494 roku, kasztelan sandomierski od 1499 roku, starosta spiski w 1478 roku, starosta sądecki w latach 1501–1505.
Jego ojcem był Jan Kmita (zm. 1458/60) kasztelan przemyski i lwowski, a jego braćmi byli Andrzej Kmita (zm. 1493/1494) starosta bełski i biecki i Stanisław Kmita (ok. 1450–1511) wojewoda bełski i ruski. Ożenił się z córką Przecława z Dmosic (zm. 1474), starosty spiskiego.
W 1471 jako dworzanin królewski odprowadzał króla czeskiego Władysława Jagiellończyka do Pragi. W 1478 roku otrzymał w zarząd starostwo spiskie. Brał udział w wielu misjach dyplomatycznych, zleconych mu przez króla Jana Olbrachta. Był świadkiem wydania przywileju piotrkowskiego w 1496 roku. Był sygnatariuszem unii piotrkowsko-mielnickiej 1501 roku.
Posiadał 33 wsie w Małopolsce.

## Rodzina
- bratanek: Piotr Kmita Sobieński (1477–1553) wojewoda krakowski
- stryj: Dobiesław Kmita (zm. 1478) wojewoda lubelski i sandomierski
- pradziadowie:
  - Piotr Kmita (zm. 1409) wojewoda krakowski
  - Mikołaj z Michałowa i Kurozwęk zw. Białucha (ok. 1370–1438) wojewoda sandomierski, starosta i kasztelan krakowski
- prapradziad: Krzesław Kurozwęcki (zm. 1392) kasztelan sądecki, sandomierski, starosta łucki.